# Académie (éducation en France)
Pour les articles homonymes, voir Académie (homonymie).

Régions et circonscriptions académiques (hors vice-rectorats) depuis 2020.

En France, une académie est une circonscription administrative du ministère de l'Éducation nationale et du ministère de l'Enseignement supérieur et de la Recherche. Depuis le 1er janvier 2016, chaque académie fait partie d'une région académique (dont les limites correspondent à celles des régions administratives). 
Chaque académie est dirigée par un recteur nommé par le président de la République, en général parmi les professeurs des universités.
Chaque territoire de la République avec une population permanente fait partie d'une académie, sauf les collectivités d'outre-mer du Pacifique. En effet, la Nouvelle-Calédonie, la Polynésie française et Wallis-et-Futuna constituent trois vice-rectorats. 
Les lycées français à l'étranger sont homologués par le ministère chargé de l'Éducation nationale, mais ils relèvent du budget du ministère chargé des Affaires étrangères et sont sous la tutelle administrative et financière de l'Agence pour l'enseignement français à l'étranger et d'une académie pour des questions comme l'organisation des examens nationaux.

## Historique

### 1808

Les académies de 1808.

Le décret de Napoléon Ier du 17 mars 1808 prévoit la division de l'Université impériale en « autant d'académies qu'il y a de cours d'appel ». 
Cet article est mis en place par l'adoption d'un « statut concernant la division de l'Université en académies » adopté le 18 octobre 1808 par le conseil de l'Université. Le statut prévoit l'organisation à terme de trente-deux académies (aucune académie n'est créée en Corse) mais les départements qui ne possèdent pas le nombre de facultés nécessaires sont rattachés à l'académie voisine. Dix-huit académies sont ainsi organisées.
D'autres académies sont créées en fonction de l'évolution des frontières de l'Empire :
- académie de Genève (1809) ;
- académie de Pise (1810) ;
- académie de Groningue (1811) ;
- académie de Leide (1811) ;
- académie de Parme (1812) ;
- académie de Rome (1812) ;
- académie de Brème (1813) ;
- académie de Munster (1813).

Il y a ainsi 40 académies en 1814. Treize disparaissent à la chute de l'Empire.
Une ordonnance de la Première Restauration prévoit, en 1815, de réduire le nombre d'académies à 17 mais elle n'est pas appliquée si ce n'est pour rattacher formellement la Corse à l'académie d'Aix. Une académie de Corse est créée en 1838.

### 1848

Les académies de 1848 (l'Algérie n'est pas représentée).

Le 7 septembre 1848, un arrêté présidentiel réorganise les académies : des académies sont créées à Reims et Alger mais d'autres sont supprimées et leur nombre est réduit à 20.
| Siège de l'académie | Départements rattachés                                                |
| ------------------- | --------------------------------------------------------------------- |
| Aix                 | Basses-Alpes, Bouches-du-Rhône, Corse, Var, Vaucluse                  |
| Alger               | Alger, Constantine, Oran                                              |
| Angers              | Indre-et-Loire, Loir-et-Cher, Maine-et-Loire, Mayenne, Sarthe         |
| Besançon            | Doubs, Jura, Haute-Saône                                              |
| Bordeaux            | Charente, Dordogne, Gironde, Landes, Basses-Pyrénées                  |
| Bourges             | Cher, Creuse, Indre, Loiret, Nièvre                                   |
| Caen                | Calvados, Manche, Orne, Eure, Seine-Inférieure                        |
| Cahors              | Cantal, Corrèze, Gers, Lot, Lot-et-Garonne                            |
| Dijon               | Allier, Côte-d'Or, Haute-Marne, Saône-et-Loire                        |
| Douai               | Nord, Pas-de-Calais, Somme                                            |
| Grenoble            | Hautes-Alpes, Ardèche, Drôme, Isère, Lozère                           |
| Lyon                | Ain, Loire, Haute-Loire, Puy-de-Dôme, Rhône                           |
| Montpellier         | Aude, Aveyron, Gard, Hérault, Pyrénées-Orientales                     |
| Nancy               | Meurthe, Meuse, Moselle, Vosges                                       |
| Paris               | Eure-et-Loir, Oise, Seine, Seine-et-Marne, Seine-et-Oise, Yonne       |
| Poitiers            | Charente-Inférieure, Deux-Sèvres, Vendée, Vienne, Haute-Vienne        |
| Reims               | Aisne, Ardennes, Aube, Marne                                          |
| Rennes              | Côtes-du-Nord, Finistère, Ille-et-Vilaine, Loire-Inférieure, Morbihan |
| Strasbourg          | Bas-Rhin, Haut-Rhin                                                   |
| Toulouse            | Ariège, Haute-Garonne, Hautes-Pyrénées, Tarn, Tarn-et-Garonne         |

### Réformes de 1850 et 1854

Les académies de 1854 (l'Algérie n'est pas représentée).

En 1850, la loi Falloux crée une académie par département (sauf en Algérie française) mais dès la loi du 14 juin 1854 les académies redeviennent interdépartementales. Il y a alors 16 académies en métropole. Elles sont organisées par un décret du 22 août 1854.
| Siège de l'académie | Départements rattachés                                                                          |
| ------------------- | ----------------------------------------------------------------------------------------------- |
| Aix                 | Basses-Alpes, Bouches-du-Rhône, Corse, Var, Vaucluse                                            |
| Besançon            | Doubs, Jura, Haute-Saône                                                                        |
| Bordeaux            | Dordogne, Gironde, Landes, Lot-et-Garonne, Basses-Pyrénées                                      |
| Caen                | Calvados, Eure, Manche, Orne, Sarthe, Seine-Inférieure                                          |
| Clermont-Ferrand    | Allier, Cantal, Corrèze, Creuse, Haute-Loire, Puy-de-Dôme                                       |
| Dijon               | Aube, Côte-d'Or, Haute-Marne, Nièvre, Yonne                                                     |
| Douai               | Aisne, Ardennes, Nord, Pas-de-Calais, Somme                                                     |
| Grenoble            | Hautes-Alpes, Ardèche, Drôme, Isère                                                             |
| Lyon                | Ain, Loire, Rhône, Saône-et-Loire                                                               |
| Montpellier         | Aude, Gard, Hérault, Lozère, Pyrénées-Orientales                                                |
| Nancy               | Meurthe, Meuse, Moselle, Vosges                                                                 |
| Paris               | Cher, Eure-et-Loir, Loir-et-Cher, Loiret, Marne, Oise, Seine, Seine-et-Marne, Seine-et-Oise,    |
| Poitiers            | Charente, Charente-Inférieure, Indre, Indre-et-Loire, Deux-Sèvres, Vendée, Vienne, Haute-Vienne |
| Rennes              | Côtes-du-Nord, Finistère, Ille-et-Vilaine, Loire-Inférieure, Maine-et-Loire, Mayenne, Morbihan  |
| Strasbourg          | Bas-Rhin, Haut-Rhin                                                                             |
| Toulouse            | Ariège, Aveyron, Haute-Garonne, Gers, Lot, Hautes-Pyrénées, Tarn, Tarn-et-Garonne               |

En 1854, un décret donne à l'inspecteur académique de Corse le titre de vice-recteur.
En décret du 13 juin 1860 rattache le nouveau département des Alpes-Maritimes à l'académie d'Aix et crée l'académie de Chambéry. Cette dernière est rattachée à l'académie de Grenoble en 1920.
En 1888, le chef-lieu de l'académie de Douai est transféré à Lille.
Disparue après la guerre franco-prussienne, l'académie de Strasbourg est recréée après la Première Guerre mondiale avec dans son ressort le département de Moselle.

### 1962-2015

Carte des académies de 1996 à 2015

À partir de 1962, les gouvernements successifs s'efforcent d'harmoniser les limites des académies avec celles des circonscriptions d'action régionale, puis des régions.
C'est ainsi que sont créées :
- Les académies de Nantes, Orléans et Reims le 1er janvier 1962[4] ;
- Amiens et Rouen le 1er octobre 1964[5] ;
- Limoges et Nice (qui comprend alors la Corse) le 1er octobre 1965[6].

Des réajustements sont prononcés en 1971 et 1972 pour faire coïncider les académies et les régions.
À la suite du redécoupage de l'Île-de-France, sont créées les académies de Créteil et de Versailles en janvier 1972.
En 1972, la Moselle est rattachée à l'académie de Nancy, renommée académie de Nancy-Metz.
Alors que les départements d'outre-mer avaient des vice-rectorats rattachés aux académie de métropole, l'académie des Antilles et de la Guyane regroupant les départements de Guadeloupe, de Guyane et de Martinique est créée par le décret du 31 août 1973 alors que l'académie de la Réunion est créée en 1984. 
En 1975, la Corse est également érigée en académie et détachée de celle de Nice.
Enfin, le 26 décembre 1996, l'académie des Antilles et de la Guyane est scindée en trois : Guyane, Guadeloupe et Martinique. 
De 1996 à 2016, les limites des académies correspondent ainsi à celles des régions, à quelques exceptions près :
- l'Île-de-France est divisée en trois académies : Paris (Paris), Versailles (Yvelines, Essonne, Hauts-de-Seine et Val-d'Oise) et Créteil (Seine-et-Marne, Seine-Saint-Denis et Val-de-Marne) ;
- Rhône-Alpes est divisé en deux académies : Lyon (Ain, Loire et Rhône) et Grenoble (Ardèche, Drôme, Isère, Savoie et Haute-Savoie) ;
- Provence-Alpes-Côte d'Azur est divisée en deux académies : Aix-Marseille (Alpes-de-Haute-Provence, Hautes-Alpes, Bouches-du-Rhône et Vaucluse) et Nice (Alpes-Maritimes et Var).

### 2016-2020
Le redécoupage des régions métropolitaines entraine une réorganisation des académies : à partir du 1er janvier 2016, chaque académie devient une circonscription d'une région académique dont les limites correspondent à la région administrative.
L'organisation administrative des académies est maintenue mais, dans chaque région académique, un des recteurs de circonscription est également recteur de la région académique et préside le comité régional académique qui réunit les recteurs d’académie pour organiser les modalités de l’action commune des recteurs et assurer la coordination des politiques académiques. Dans les régions académiques ne comprenant qu'une académie, le recteur est à la fois recteur de circonscription et recteur de région.
En 2018, un rapport commandé par le ministre de l’Éducation nationale et la ministre de l’Enseignement supérieur conclut à la nécessite d’aligner les académies sur les nouvelles régions créées en 2015, en particulier afin de rétablir une fluidité de relations avec les collectivités régionales et les autres services déconcentrés de l’État, dont les nouvelles organisations administratives sont désormais en place. Une première fusion est mise en œuvre au 1er janvier 2020, avec la création de l’académie de Normandie. 
À cette même date, l’académie de Mayotte est à son tour érigée en rectorat de plein exercice par le décret no 2019-1200 du 20 novembre 2019 relatif à l'organisation des services déconcentrés des ministres chargés de l'éducation nationale et de l'enseignement supérieur, de la recherche et de l'innovation. 
| Nom de l'académie                            | Départements et collectivités rattachés                                                                                   | Vacances scolaires (en métropole uniquement) |
| -------------------------------------------- | --- | -------------------------------------------- |
| Région académique Auvergne-Rhône-Alpes       | Région académique Auvergne-Rhône-Alpes                                                                                    | A                                            |
| 1. Académie de Clermont-Ferrand              | Allier (03), Cantal (15), Haute-Loire (43), Puy-de-Dôme (63)                                                              | A                                            |
| 2. Académie de Grenoble                      | Ardèche (07), Drôme (26), Isère (38), Savoie (73), Haute-Savoie (74)                                                      | A                                            |
| 3. Académie de Lyon                          | Ain (01), Loire (42), Rhône (69D), Métropole de Lyon (69M)                                                                | A                                            |
| Région académique Bourgogne-Franche-Comté    | Région académique Bourgogne-Franche-Comté                                                                                 | A                                            |
| 4. Académie de Besançon                      | Doubs (25), Jura (39), Haute-Saône (70), Territoire de Belfort (90)                                                       | A                                            |
| 5. Académie de Dijon                         | Côte-d'Or (21), Nièvre (58), Saône-et-Loire (71), Yonne (89)                                                              | A                                            |
| Région académique Bretagne                   | Région académique Bretagne                                                                                                | B                                            |
| 6. Académie de Rennes                        | Côtes-d'Armor (22), Finistère (29), Ille-et-Vilaine (35), Morbihan (56)                                                   | B                                            |
| Région académique Centre-Val de Loire        | Région académique Centre-Val de Loire                                                                                     | B                                            |
| 7. Académie d'Orléans-Tours                  | Cher (18), Eure-et-Loir (28), Indre (36), Indre-et-Loire (37), Loir-et-Cher (41), Loiret (45)                             | B                                            |
| Région académique Corse                      | |                                              |
| 8. Académie de Corse                         | Haute-Corse (2A), Corse-du-Sud (2B)                                                                                       |                                              |
| Région académique Grand Est                  | Région académique Grand Est                                                                                               | B                                            |
| 9. Académie de Nancy-Metz                    | Meurthe-et-Moselle (54), Meuse (55), Moselle (57), Vosges (88)                                                            | B                                            |
| 10. Académie de Reims                        | Ardennes (08), Aube (10), Marne (51), Haute-Marne (52)                                                                    | B                                            |
| 11. Académie de Strasbourg                   | Bas-Rhin (67), Haut-Rhin (68)                                                                                             | B                                            |
| Région académique Guadeloupe                 | |                                              |
| 12. Académie de la Guadeloupe                | Guadeloupe (971), Saint-Barthélemy (977), Saint-Martin (978)                                                              |                                              |
| Région académique Guyane                     | |                                              |
| 13. Académie de la Guyane                    | Guyane (973) |                                              |
| Région académique Hauts-de-France            | Région académique Hauts-de-France                                                                                         | B                                            |
| 14. Académie d'Amiens                        | Aisne (02), Oise (60), Somme (80)                                                                                         | B                                            |
| 15. Académie de Lille                        | Nord (59), Pas-de-Calais (62)                                                                                             | B                                            |
| Région académique Île-de-France              | Région académique Île-de-France                                                                                           | C                                            |
| 16. Académie de Créteil                      | Seine-et-Marne (77), Seine-Saint-Denis (93), Val-de-Marne (94)                                                            | C                                            |
| 17. Académie de Paris                        | Paris (75) | C                                            |
| 18. Académie de Versailles                   | Yvelines (78), Essonne (91), Hauts-de-Seine (92), Val-d'Oise (95)                                                         | C                                            |
| Région académique Martinique                 | |                                              |
| 19. Académie de Martinique                   | Martinique (972) |                                              |
| Région académique Normandie                  | Région académique Normandie                                                                                               | B                                            |
| 20. Académie de Normandie                    | Calvados (14), Eure (27), Manche (50), Orne (61), Seine-Maritime (76) Saint-Pierre-et-Miquelon (975)                      | B                                            |
| Région académique Nouvelle-Aquitaine         | Région académique Nouvelle-Aquitaine                                                                                      | A                                            |
| 21. Académie de Bordeaux                     | Dordogne (24),Gironde (33), Landes (40), Lot-et-Garonne (47), Pyrénées-Atlantiques (64)                                   | A                                            |
| 22. Académie de Limoges                      | Corrèze (19), Creuse (23), Haute-Vienne (87)                                                                              | A                                            |
| 23. Académie de Poitiers                     | Charente (16), Charente-Maritime (17), Deux-Sèvres (79), Vienne (86)                                                      | A                                            |
| Région académique Occitanie                  | Région académique Occitanie                                                                                               | C                                            |
| 24. Académie de Montpellier                  | Aude (11), Gard (30), Hérault (34), Lozère (48), Pyrénées-Orientales (66)                                                 | C                                            |
| 25. Académie de Toulouse                     | Ariège (09), Aveyron (12), Haute-Garonne (31), Gers (32), Lot (46), Hautes-Pyrénées (65), Tarn (81), Tarn-et-Garonne (82) | C                                            |
| Région académique Pays de la Loire           | Région académique Pays de la Loire                                                                                        | B                                            |
| 26. Académie de Nantes                       | Loire-Atlantique (44), Maine-et-Loire (49), Mayenne (53), Sarthe (72), Vendée (85)                                        | B                                            |
| Région académique Provence-Alpes-Côte d'Azur | Région académique Provence-Alpes-Côte d'Azur                                                                              | B                                            |
| 27. Académie d'Aix-Marseille                 | Alpes-de-Haute-Provence (04), Hautes-Alpes (05), Bouches-du-Rhône (13), Vaucluse (84)                                     | B                                            |
| 28. Académie de Nice                         | Alpes-Maritimes (06), Var (83)                                                                                            | B                                            |
| Région académique La Réunion                 | |                                              |
| 29. Académie de La Réunion                   | La Réunion (974) |                                              |
| Région académique Mayotte                    | |                                              |
| 30. Académie de Mayotte                      | Mayotte (976) |                                              |

1. ↑  Le rectorat a son siège dans la ville dont l'académie porte le nom. Pour les académies à double-nom. Le nom vient la plupart du temps de la ville où se trouvait l'université. Pour l'outre-mer, le nom de l'académie est le même que celui de la région de son ressort et le siège est généralement celui de la préfecture (ou d'une commune de l'agglomération de celle-ci, comme Schœlcher pour la Martinique).
2. 1 2 3 4 5 6 7 8 9  Le recteur de cette académie est le recteur de la région académique.
3. 1 2  Les collectivités d'outre-mer de Saint-Barthélemy et de Saint-Martin n'ont ni vice-rectorat ni service territorial académique mais sont rattachés à l'Académie de Guadeloupe et à son rectorat. Un « vice-recteur chef du service de l'Éducation nationale », subordonné au recteur, assure l'administration de l'Éducation nationale dans ces territoires.
4. ↑  La collectivité d'outre-mer de Saint-Pierre-et-Miquelon n'a ni rectorat, ni vice-rectorat, mais est rattachée à l'Académie de Normandie (l'Académie de Caen jusqu'en 2019) via un service territorial académique détaché du rectorat de l'académie.

## Rôle
L’académie est l’échelon administratif permettant de décliner en région, la politique éducative définie par le gouvernement, et notamment par les ministères de l'Éducation nationale et de l'Enseignement supérieur et de la Recherche. Elle permet d’agir en fonction du contexte local et en partenariat avec les collectivités territoriales :
- les communes pour l’enseignement primaire ;
- les départements pour les collèges ;
- les régions pour les lycées et universités[17].